# (5050) Doctorwatson
(5050) Doctorwatson es un asteroide perteneciente al cinturón de asteroides descubierto el 14 de septiembre de 1983 por Edward L. G. Bowell desde la Estación Anderson Mesa, en Flagstaff, Estados Unidos.

## Designación y nombre
Doctorwatson recibió inicialmente la designación de 1983 RD2.
Más tarde, en 1993, se nombró por el Doctor Watson, un personaje de las obras de Arthur Conan Doyle (1859-1930).

## Características orbitales
Doctorwatson orbita a una distancia media de 2,401 ua del Sol, pudiendo alejarse hasta 2,687 ua y acercarse hasta 2,114 ua. Su excentricidad es 0,1193 y la inclinación orbital 0,8656 grados. Emplea 1359 días en completar una órbita alrededor del Sol. El movimiento de Doctorwatson sobre el fondo estelar es de 0,2649 grados por día.

## Características físicas
La magnitud absoluta de Doctorwatson es 13,6.